# Кастелбјанко
Кастелбјанко (итал. Castelbianco) је насеље у Италији у округу Савона, региону Лигурија.
Према процени из 2011. у насељу је живело 287 становника. Насеље се налази на надморској висини од 373 м.

## Становништво
| 1936. | 1951. | 1961. | 1971. | 1981. | 1991. | 2001. | 2011. |
| ----- | ----- | ----- | ----- | ----- | ----- | ----- | ----- |
| 485   | 459   | 367   | 291   | 267   | 265   | 287   | 321   |